# Herman Pilnik
Herman Pilnik (Stuttgart, 8 de enero de 1914 - Caracas, 12 de noviembre de 1981) fue un ajedrecista alemán nacionalizado argentino.

## Biografía
Nació en Alemania, pero su familia emigró a la Argentina, llegando a Buenos Aires el 2 de abril de 1930. Ya había sido campeón de su ciudad natal a los 15 años de edad, y continúa dedicándose al ajedrez en su país adoptivo. Logra los campeonatos argentinos de 1942, 1945 y 1958. Consigue el segundo puesto en el torneo internacional de Gijón de 1951, solo superado por Euwe. Gana el torneo de Mar del Plata de 1946 (junto con Najdorf) y el de Belgrado en 1952. La FIDE le otorga los honores de Maestro Internacional en 1950, y los de Gran Maestro en 1952. Representó a su país en cinco Olimpíadas de ajedrez de 1950 a 1958, en la época más exitosa del ajedrez argentino a nivel de la competencia mundial por equipos (tres segundos puestos, un tercero y un cuarto), obteniendo la Medalla de Oro al primer tablero de reserva en Dubrovnik 1950. Forma parte del equipo "Resto del Mundo" que enfrenta a la Unión Soviética en 1954. Calificó como candidato al título del mundo en el Interzonal de Gotemburgo, 1955, terminando en el último lugar en el torneo de candidatos de Ámsterdam 1956.
|       |       |       |       |       |       |       |       |       |  |
|       | a8    | b8    | c8    | d8 rl | e8    | f8    | g8    | h8 rd |  |
| a7    | b7 pd | c7    | d7    | e7    | f7 pd | g7    | h7 kd |       |  |
| a6 pd | b6    | c6    | d6    | e6    | f6 nl | g6 pd | h6    |       |  |
| a5    | b5    | c5    | d5    | e5    | f5    | g5 bl | h5    |       |  |
| a4    | b4    | c4 pl | d4 nd | e4    | f4    | g4    | h4 pd |       |  |
| a3    | b3    | c3    | d3    | e3    | f3    | g3    | h3 pl |       |  |
| a2 pl | b2 pl | c2    | d2    | e2    | f2    | g2 pl | h2    |       |  |
| a1    | b1    | c1 kl | d1    | e1    | f1    | g1    | h1    |       |  |
|       |       |       |       |       |       |       |       |       |  |

Como consecuencia de su actividad, realizó numerosos viajes. Se radicó en Venezuela, enseñando ajedrez en la Escuela Militar de Caracas hasta su fallecimiento.
Una interesante partida es la que disputa en el torneo de Nueva York 1948 contra el GM estadounidense Isaac Kashdan:
1.e4 c5 2.Cf3 d6 3.d4 cxd4 4.Cxd4 Cf6 5.Cc3 g6 6.f4 Ag7 7.e5 dxe5 8.fxe5 Cg4
9.Ab5+ Cc6 10.Cxc6 Dxd1+ 11.Cxd1 a6 12.Aa4 Ad7 13.h3 Ch6 14.Cxe7 Axa4 15.Cd5 Td8 16.c4 Cf5
17.Ag5 Td7 18.C1c3 Ac6 19.O-O-O h5 20.Cc7+ Rf8 21.Txd7 Axd7 22.Td1 Axe5 23.Txd7 h4 24.Ce4 Cd4
25.Td8+ Rg7 26.Ce8+ Rh7 27.C4f6+ Axf6 28.Cxf6+  1-0